# Simon Langton
Simon Langton, född 5 november 1941 i Amersham, Buckinghamshire, England, är en brittisk TV-regissör och producent. Han är son till skådespelaren David Langton, som spelade Richard Bellamy i Herrskap och tjänstefolk.

## Filmografi i urval
- 1976 – The Widowing of Mrs. Holroyd
- 1976–1977 – The Duchess of Duke Street (TV-serie)
- 1977 – Supernatural
- 1985 – Anna Karenina
- 1986 – Mullvaden
- 1987 – Casanova
- 1991 – Jeeves och Wooster (TV-serie)
- 1995  – Stolthet och fördom (TV-serie)
- 1997 – Forbidden Territory: Stanley's Search for Livingstone
- 1999 – Nancherrow
- 2000 – Röda nejlikan (TV-serie)
- 2004–2006 – Rosemary & Thyme (TV-serie)
- 2011 – Morden i Midsomer (TV-serie)